# Michael Sandstød
Michael Sandstød (født 23. juni 1968 i København) er en tidligere professionel dansk cykelrytter, der både var aktiv på bane og landevej.
De første resultater viste sig i 1996, hvor han vandt en etape i Post Danmark Rundt. Året efter vandt han DM i enkeltstart, og den DM-titel genvandt han siden i 1998, 1999, 2000, 2002 og 2004.
Michael Sandstød deltog også i Tour de France i 2002 og 2003, hvor det bedste resultat var en 2. plads på 5. etape i 2002. I 2002 kom han ud for et meget alvorligt styrt, da han ramte en klippevæg på en nedkørsel. Selv om han var i livsfare efter styrtet kom han tilbage og vandt blandt andet DM i enkeltstart i 2004.
I 2012 lavede han og Brian Holm i samarbejde med TV2 Zulu, Danmarks første indvandrercykelhold Team Zulu.
Sandstød stod i 2013 for første gang i spidsen for Københavns seksdagesløb, efter at han havde overtaget ejerskabet af løbet fra Henrik Elmgreen.